# Estadio Isidoro García
El Estadio Isidoro García es un estadio de béisbol ubicado en la ciudad de Mayagüez, Puerto Rico, que fue usado frecuentemente para la práctica del béisbol siendo la sede del equipo profesional local Indios de Mayagüez. Tiene una capacidad para albergar aproximadamente 10 500 espectadores.
El estadio se llama Isidoro "El Cholo" García en referencia al primer pitcher en conseguir un no-hit no-run en la isla. El estadio fue demolido y en su lugar se construyó un nuevo estadio de béisbol que lleva el mismo nombre y que es, junto al Estadio Centroamericano, uno de los estadios principales para los Juegos Centroamericanos y del Caribe en su edición de 2010. Su construcción terminó en febrero de 2010.
| Predecesor: Estadio Nueva Esparta Margarita, VEN 2010 | Sede de la Serie del Caribe 2011 | Sucesor: Estadio Quisqueya Santo Domingo, DOM 2012 |

- Datos: Q3062828